# Delta (bogstav)
 For alternative betydninger, se Delta. (Se også artikler, som begynder med Delta)
Delta er det fjerde bogstav i det græske alfabet og skrives i stor udgave som: Δ, den lille udgave ser således ud: δ. Bogstavet lyder som det latinske 'd'.
Delta anvendes i matematikken om en forøgelse af eller en voksende værdi og i bl.a. fysikken om en forskel imellem to værdier.
Delta symboliserer bogstavet "d" i NATO's fonetiske alfabet.
Et floddelta benævnes sådan fordi landskabsformationen, som skabes af en i havet udflydende flod, ligner det store bogstavs form.

## Computer
I unicode er Δ U+0394 og δ er U+03B4.
|   | decimal | hex      | HTML    |
| - | ------- | -------- | ------- |
| δ | &#948;  | &#x03b4; | &delta; |
| Δ | &#916;  | &#x394;  | &Delta; |